# Friedrich Wilhelm Ruhfus
Friedrich Wilhelm Ruhfus (* 13. September 1839 in Dortmund; † 5. März 1936 ebenda) war ein deutscher Buchdrucker, Unternehmer und Verleger.

## Leben
Friedrich Ruhfus gründete 1866 im elterlichen Haus in Dortmund eine Papiergroßhandlung und Geschäftsbücherfabrik. Daraus entwickelte sich in der Zeit bis zum Zweiten Weltkrieg eine der führenden Druckereien Deutschlands. Ab 1878 engagierte sich Ruhfus in der Außenwerbung. Nach dem Vorbild des Berliner Buchdruckers Ernst Litfaß schloss Ruhfus einen Vertrag mit der Stadt Dortmund über die Aufstellung von Plakatsäulen ab.
Im Jahr 1890 gründete er den Dortmunder General-Anzeiger, die vor dem Zweiten Weltkrieg größte deutsche Tageszeitung außerhalb Berlins.
Von 1884 bis 1915 war er Stadtverordneter, von 1900 bis 1905 Stellvertretender Vorsitzender und von 1905 bis 1915 Vorsitzender des Stadtverordneten-Kollegiums.